# Malkanahalli, Malur
Malkanahalli là một làng thuộc tehsil Malur, huyện Kolar, bang Karnataka, Ấn Độ.